# Первомайское (Иркутская область)
Первомайское — село в Нукутском районе Усть-Ордынского Бурятского округа Иркутской области. Входит в муниципальное образование «Первомайское» и является его центром.

## География
Посёлок расположен в 55 км от районного центра, на высоте 421 м над уровнем моря.

## Природа
Примерно в десяти километрах севернее Первомайского на скалистом склоне Талькинской горы, нависающем над Братским водохранилищем, расположена единственная на территории Нукутского района колония серых цапель. Данная колония была обнаружена в 1965 году, тогда она насчитывала 5 гнёзд. В начале 1980-х насчитывалось уже 109 гнёзд. На 2014 год количество гнездящихся пар достигло 132. Также в колонии обитают 50-60 одиночных птиц. Особи могут совершать дальние перелёты по южной и средней части Братского водохранилища, они были замечены в районе села Хадахан, посёлка Ангарстрой. Прилетают цапли в конце апреля, в промежутке от 5 до 15 мая откладывают яйца. Птенцы выводятся, в основном, в июне. В конце сентября цапли покидают колонию и мигрируют на юг. Территория гнездования серой цапли является заказником.

## Внутреннее деление
Состоит из 11 улиц:
- Горького
- Кооперативный пер.
- Ленина
- Матросова пер.
- Маяковского пер.
- Набережная
- Новая
- Советская
- Степная
- Транспортная
- Чапаева

## Экономика
Градообразующим предприятием села являлся овцеводческий племзавод. В советские годы баранов из села регулярно возили на главную выставку страны ВДНХ. В стаде насчитывалось около 20 тысяч голов (12 отар). В 1995 году в связи с понижением закупочной цены шерсти и повышением цены на паклю предприятие пришло в упадок, и в настоящий момент стадо овец нет. Многие жители села лишились рабочих мест. На 2014 год в селе функционирует одно фермерское хозяйство. Большинство жителей живут за счёт подсобного хозяйства. Трудоспособное население села составляет 641 человек, однако работают из них только 180.

## Инфраструктура
Социальная сфера в Первомайском развита хорошо. В селе располагаются администрация муниципального образования, школа, большая участковая больница, спортивно-оздоровительный комплекс.

## Население
| 2002 | 2010 | 2011 | 2012 |
| ---- | ---- | ---- | ---- |
| 1009 | ↘760 | ↘759 | ↘739 |